# Era Motorsport
Era Motorsport est une écurie de sport automobile américaine fondée en 2018 par le pilote automobile britannique Kyle Tilley. Elle fait participer des Sport-prototype en catégorie LMP2 dans des championnats tels que le WeatherTech SportsCar Championship ou l'Asian Le Mans Series.

## Histoire
L'écurie Era Motorsport, fondée en 2018 par le pilote britannique Kyle Tilley, avait tout d'abord participé au Masters Historic Racing USA. Lors des participations à ces courses, l'écurie avait tissé des liens avec Nicolas Minassian, directeur du championnat, mais également Directeur Sportif de l'écurie d'endurance française IDEC Sport.

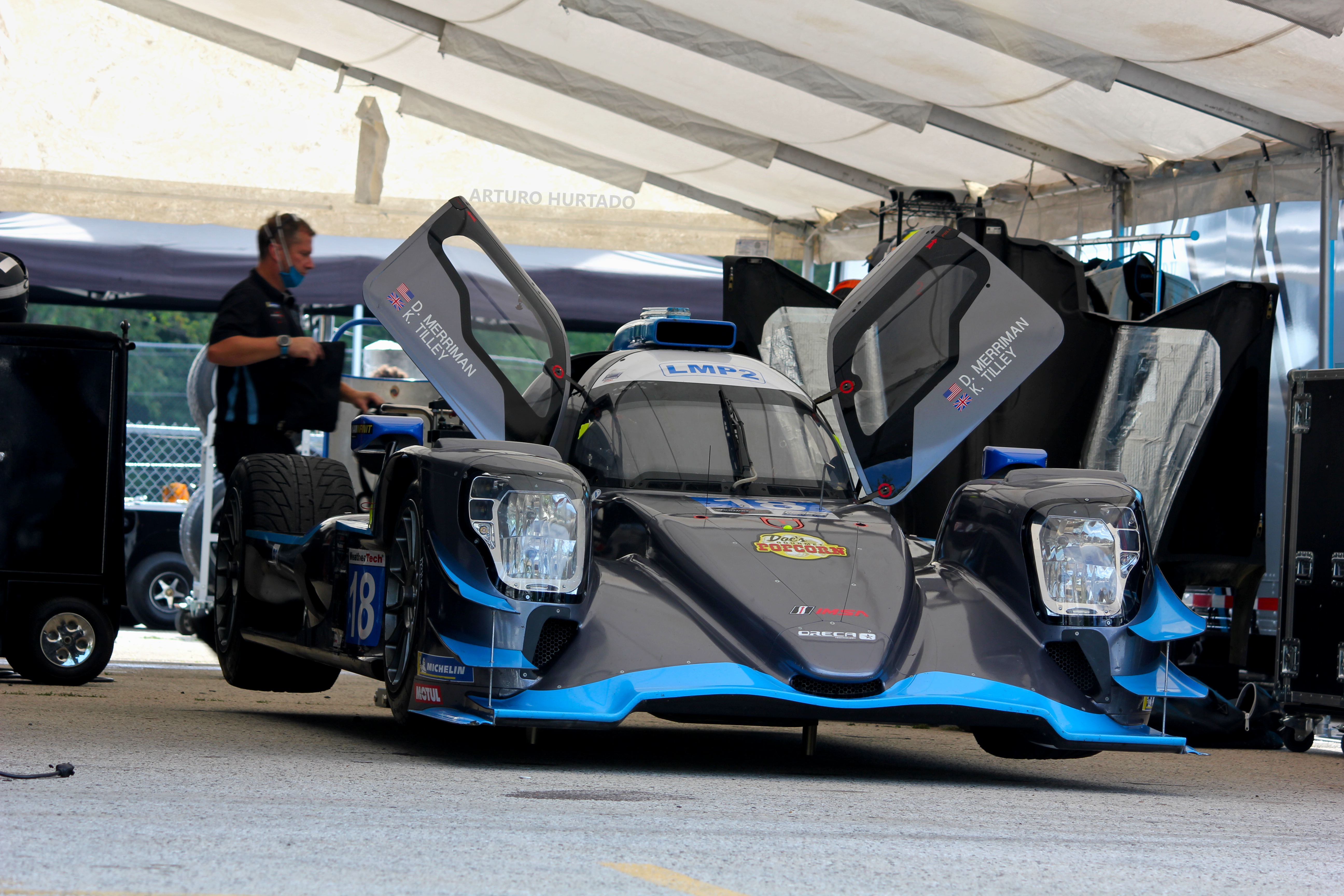
L'Oreca 07 n°18 de l'écurie au stand lors des Road Race Showcase 2020

En novembre 2019, l'Era Motorsport avait annoncé son engagement au prochain 24 Heures de Daytona avec le soutien technique de l'écurie américaine DragonSpeed. Après réflexion, l'écurie décida finalement de participer à cette course indépendamment avec comme pilotes le propriétaire de l'écurie, Kyle Tilley, l'expérimenté pilote français Nicolas Minassian avec qui l'écurie avait des liens depuis quelques années, le pilote américain Dwight Merriman et le pilote automobile britannique Ryan Lewis. A de cette première course dans ce championnat, l'écurie avait annoncé que le pilote américain Colin Braun allait épauler Kyle Tilley et Dwight Merriman pour le reste des épreuves endurance du championnat WeatherTech SportsCar Championship, les 12 Heures de Sebring, les 6 Heures de Watkins Glen et Petit Le Mans. Malheureusement, pour cause de Pandémie de Covid-19, l'IMSA avait dû prendre des mesures telles que le report des 12 Heures de Sebring, le report puis l'annulation du Grand Prix de Long Beach,, ... Finalement, la reprise du championnat se déroula qu'en juillet avec un calendrier fortement modifié. Lors de cette pause, l'écurie avait mis en place un concours permettant de soumettre une livrée spéciale de l'Oreca 07 pour les prochains 12 Heures de Sebring et Petit Le Mans. Après avoir repris le championnat WeatherTech SportsCar Championship, la voiture de l'écurie, une partie de son staff et ses pilotes ont, via les relations développées avec l'écurie française IDEC Sport, ensuite participé aux 24 Heures du Mans sous les couleurs de leur partenaire français. L'épreuve ne s'était malheureusement pas passée de la meilleure des manières car Dwight Merriman était sorti durant les essais et s'était blessé et pour ces raisons, il ne put participer à la classique mancelle et fût remplacé par Patrick Pilet. Cette blessure a également eu comme effet l'arrêt de la participation de l'écurie au championnat WeatherTech SportsCar Championship. Elle eut tout de même une activité sportive sur la fin de saison car l'Oreca 07 de l'écurie ainsi qu'une partie de son staff en collaboration avec l'écurie américaine PR1/Mathiasen Motorsports ont participer au Petit Le Mans afin que l'écurie Polonaise Inter Europol Competition participe à cette course.

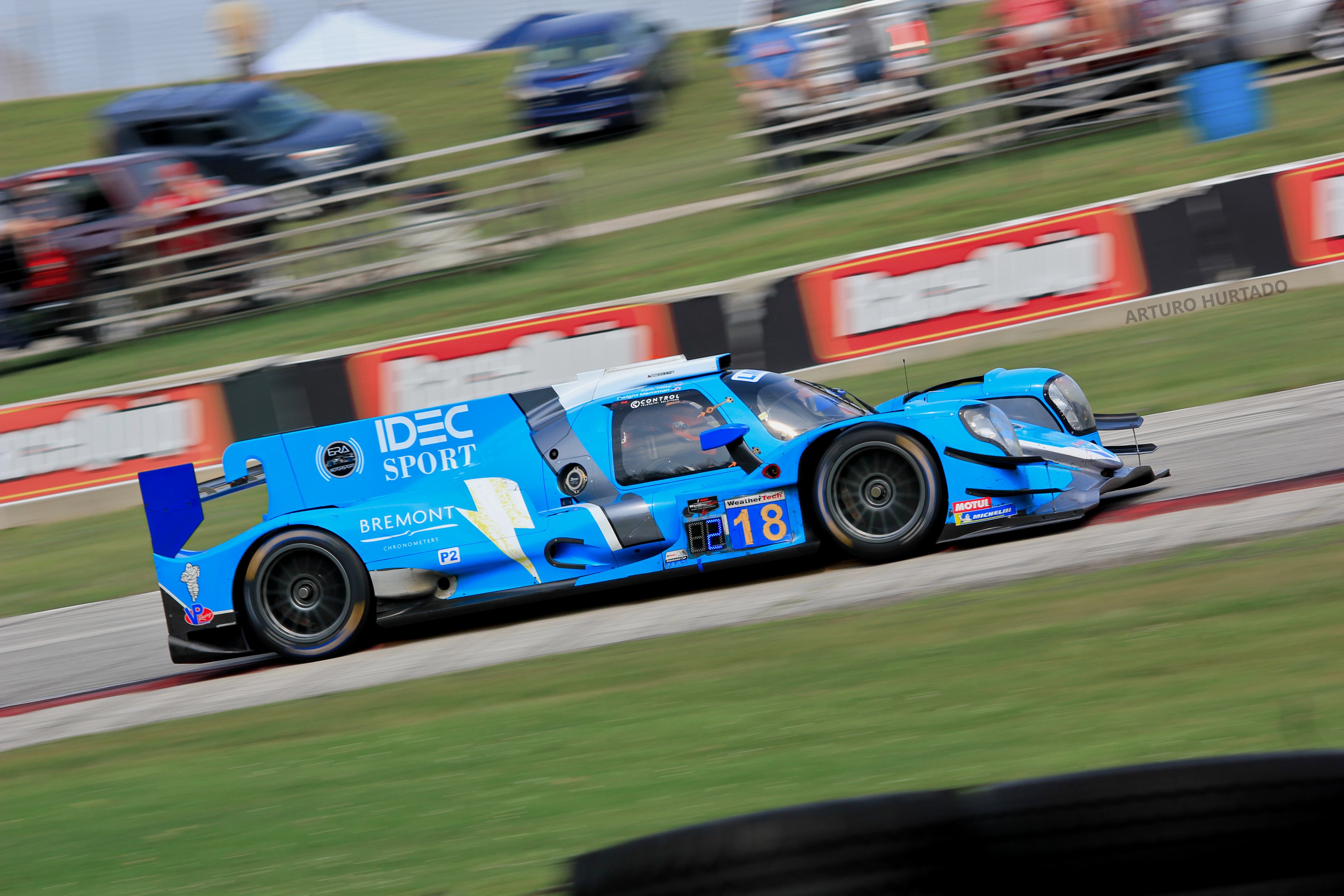
L'Oreca 07 n°18 de l'écurie Era Motorsport lors des Road Race Showcase 2021

Comme la saison précédente, l'Era Motorsport s'était engagé aux 24 Heures de Daytona. Fort du partenariat tissé avec l'écurie française IDEC Sport, le pilote/propriétaire de l'écurie britannique Kyle Tilley, et le pilote américain Dwight Merriman avait été accompagné pour ces 24 Heures de Daytona par le pilote français Paul-Loup Chatin. L'expérimenté pilote écossais Ryan Dalziel avait également fait partie de l'aventure. L'écurie avait réalisé un concours de livrée pour sa voiture pour les 24 Heures de Daytona et c'est un jeune garçon de 6 ans qui avait gagné ce même concours. Cette livré aura porté chance à l'écurie car elle a ensuite remporté sa première course dans sa catégorie malgré en problème d'embrayage qui avait affecté la voiture durant la seconde moitié de la course,,. Fort de ce bon résultat, l'écurie à ensuite décidé de participer à l'intégralité du championnat WeatherTech SportsCar Championship. À la suite de cela, l'Era Motorsport traversa la planète afin de participer à un nouveau championnat, l'Asian Le Mans Series. Pour cela, l'écurie avait été accompagnée par la structure britannique Jota. Dans ce championnat, le pilote/propriétaire de l'écurie britannique Kyle Tilley, et le pilote américain Dwight Merriman avait été accompagné par le pilote grec Andreas Laskaratos et ils avaient participé à ce championnat dans la catégorie LMP2 Am. Cette première expérience fût couronnée de succès car l'équipe remporta les quatre courses du championnat et remporta ainsi le titre dans la catégorie LMP2 Am. De retour en WeatherTech SportsCar Championship, pour les 12 Heures de Sebring, l'écurie signa une belle 2e place. Elle remporta ensuite les Road Race Showcase pour finir le championnat avec 1620 points en 4e position.

## Résultats en compétition automobile

### Résultats enWeatherTech SportsCar Championship
| Année | Classe | no | Voiture  | Pneus | 1     | 2     | 3      | 4     | 5     | 6     | 7     | 8        | Total | Pos. |
| ----- | ------ | -- | -------- | ----- | ----- | ----- | ------ | ----- | ----- | ----- | ----- | -------- | ----- | ---- |
| 2020  | LMP2   | 18 | Oreca 07 | M     | DAY 3 | SEB 3 | ELK 3  | ATL 2 | ATL   | LGA   | SEB   |          | 92    | 4e   |
| 2021  | LMP2   | 18 | Oreca 07 | M     | DAY   | DAY   | SEB '2 | WGL 5 | WGL   | ELK 1 | LGA 4 | ATL Abd. | 1620  | 4e   |
| 2021  | LMP2   | 18 | Oreca 07 | M     | Q 7   | C 1   | SEB '2 | WGL 5 | WGL   | ELK 1 | LGA 4 | ATL Abd. | 1620  | 4e   |
| 2022  | LMP2   | 18 | Oreca 07 | M     | DAY   | DAY   | SEB 3  | LGA 2 | MOH 5 | WGL 7 | ELK 1 | ATL 5    | 1892  | 3e   |
| 2022  | LMP2   | 18 | Oreca 07 | M     | Q 10  | C 10  | SEB 3  | LGA 2 | MOH 5 | WGL 7 | ELK 1 | ATL 5    | 1892  | 3e   |

### Résultats enAsian Le Mans Series
| Année | Classe  | no | Voiture  | Pneus | 1     | 2     | 3     | 4     | Position | Points |
| ----- | ------- | -- | -------- | ----- | ----- | ----- | ----- | ----- | -------- | ------ |
| 2021  | LMP2 Am | 18 | Oreca 07 | M     | DUB 1 | DUB 1 | ABU 1 | ABU 1 | 1re      | 104    |

## Pilotes
- Colin Braun (2020)
- Paul-Loup Chatin (2021-2022)
- Ryan Dalziel (2021-2022)
- Ryan Lewis (2020)
- Andreas Laskaratos (2020)
- Dwight Merriman (2020-2022)
- Nicolas Minassian (2020)
- Christian Rasmussen (2022)
- Kyle Tilley (2020-2022)